# Strezojevo
 Strezojevo  falu Horvátországban Zágráb megyében. Közigazgatásilag Pokupskóhoz tartozik.

## Fekvése
Zágráb központjától 32 km-re délre, községközpontjától 6 km-re északkeletre, a Hotnjica patak völgyében található. Településrészei Jelekovci, Vranešići, Skrbini, Muže, Šaše, Vlahovci, nevüket a családi közösségek nevei után kapták. Filkovići már régóta lakatlan. 

## Története
A falunak 1857-ben 355, 1910-ben 388 lakosa volt. Trianon előtt Zágráb vármegye Pisarovinai járásához tartozott. 2001-ben a falunak 158 lakosa volt.

## Lakosság
| Lakosság változása | Lakosság változása | Lakosság változása | Lakosság változása | Lakosság változása | Lakosság változása | Lakosság változása | Lakosság változása | Lakosság változása | Lakosság változása | Lakosság változása | Lakosság változása | Lakosság változása | Lakosság változása | Lakosság változása |
| ------------------ | ------------------ | ------------------ | ------------------ | ------------------ | ------------------ | ------------------ | ------------------ | ------------------ | ------------------ | ------------------ | ------------------ | ------------------ | ------------------ | ------------------ |
| 1857               | 1869               | 1880               | 1890               | 1900               | 1910               | 1921               | 1931               | 1948               | 1953               | 1961               | 1971               | 1981               | 1991               | 2001               |
| 355                | 364                | 338                | 386                | 396                | 388                | 352                | 386                | 377                | 351                | 309                | 239                | 196                | 157                | 158                |

## Külső hivatkozások
Pokupsko község hivatalos oldala